# 蓝钻事件
蓝钻事件（英文：Blue Diamond Affair），是泰国工人盗窃沙特阿拉伯王子珠宝所引发的一系列事件，此事导致沙特阿拉伯和泰国关系一度恶化，直至2022年1月恢复正常。

## 盗窃案
1989年，泰国工人江克莱在沙特阿拉伯費瑟·本·法赫德王子的宫殿工作。某天江克莱进入王子的卧室，用螺丝刀撬开了卧室的保险柜并盗走珠宝（包括一颗昂贵的蓝色钻石），将珠宝藏在吸尘袋中运出宫殿，然后把珠宝分装在3个箱运到他位于泰国南邦省的老家。回到家乡后，江克莱将其中一箱珠宝贱卖，最终珠宝大部分流向珠宝商桑迪手中。
发现珠宝失窃后，沙特王室立即要求泰国追捕窃贼。泰国皇家警察由警官查洛率领一个小组进行调查，最终江克莱被捕，两箱珠宝被找到，大部分已出售珠宝被追回。江克莱从泰国被引渡到沙特阿拉伯，由于他认罪并主动提供追索线索，因此被判监禁5年。在监狱中，江克莱获得沙特王室两次特赦，最终的服刑两年半。
2016年3月17日，江克莱出家成为一名僧人，他称他被失踪的蓝色钻石诅咒，因此决定出家。

## 假珠宝和谋杀
泰国归还被盗珠宝，但是沙特阿拉伯当局发现蓝色钻石并没有追回，而且归还的珠宝大约一半是假的，沙特王室和政府要求泰国方面立刻彻查并马上归还所有真品。
沙特阿拉伯派出3名外交官和一名商人到泰国调查珠宝下落。1990年2月1日，沙特阿拉伯驻泰国大使馆三名外交官在曼谷被枪杀。沙特阿拉伯商人穆罕默德·鲁瓦伊利于1990年2月12日前往曼谷进行调查，但他于2月14日失踪，后被推定已被杀害。泰国警方强调这几起案件和珠宝失窃案没有关系，并承诺再成立一个特殊调查组专门针对命案，但调查至今仍没有进展。1994年，泰国警方稱外交官被害是和一个毒品帮派有关，该帮派涉嫌在泰国杀害100名沙特阿拉伯游客，还利用假护照帮助泰国人非法偷渡到沙特。
1994年7月，珠宝商桑迪的妻子和14岁儿子死于一场车祸，法医鉴定证明死者在车祸前已被打死，随后警察查洛被捕。查洛否认指控，但他的4名下属供认查洛指示他们执行绑架。2006年，泰国最高法院判处查洛死刑。2009年10月16日，泰国最高法院维持判决，但在国王普密蓬·阿杜德84岁生日时，查洛的刑期减至监禁五十年，后来查洛获得皇室赦免，并于2015年8月获释，他出席了江克莱的受戒仪式。
多年来，泰國法院多次駁回五名警察参与穆罕默德·鲁瓦伊利绑架谋杀案的指控。2014年，一刑事法院驳回了该案，次年上诉法院维持原判。2019年3月22日，泰国最高法院以缺乏证据为由宣判五名警察无罪。

## 影响
谋杀案发生后，沙特阿拉伯与泰国的关系恶化。沙特阿拉伯停止为泰国人签发工作签证，完全抽回在泰国的投资，同时出于安全考虑劝告国民不要到泰国旅游，1990年9月10日，沙、泰外交关系降至代办级。在沙特阿拉伯工作的泰国人从1989年的15万至20万人降至2008年的1万人。
2022年1月25日，泰国总理巴育·占奥差抵达沙特阿拉伯首都利雅得，進行为期两天的国事访问。这是泰沙两国自蓝钻事件失和33年来，泰国领导人首次正式访问沙特阿拉伯。当晚，泰、沙两方发表联合声明，宣布两国将恢复大使级外交关系。